# Luís Cláudio Carvalho da Silva
Luís Cláudio Carvalho da Silva, oder einfach Cláudio (* 27. März 1987 in Jaraguari), ist ein brasilianischer Fußballspieler.

## Karriere

### Verein
Cláudio erlernte das Fußballspielen in der Jugendmannschaft von Palmeiras São Paulo in São Paulo. Hier stand er bis Januar 2010 unter Vertrag. Von Mai 2007 bis November 2007 wurde er an den EC Juventude ausgeliehen. Der Marília AC lieh in von September 2008 bis Mai 2009 aus. Von Juli 2009 bis Oktober 2009 spielte er auf Leihbasis beim schwedischen Verein Hammarby IF. Mit dem Verein aus Stockholm spielte er in der ersten Liga, der Fotbollsallsvenskan. Für Hammarby absolvierte er fünf Erstligaspiele. Von Juni 2010 bis Mai 2016 spielte er bei den brasilianischen Vereinen Grêmio Esportivo Brasil, Salgueiro AC, São José EC, CA Juventus, AA Caldense, Campinense Clube, Piauí EC und Luverdense EC. 2016 gewann er mit dem Luverdense EC die Staatsmeisterschaft von Mato Grosso. Am 1. Oktober 2016 ging er in den Oman. Hier schloss er sich dem Al-Nahda Club in Buraimi an. Mit Al-Nahda spielte er in der ersten Liga, der Oman Professional League. Im Februar 2018 wechselte er nach Europa. Hier unterschrieb er einen Vertrag beim bulgarischen Erstligisten FC Dunaw Russe. Mit dem Verein aus Russe spielte er in der ersten Liga, der A Grupa. Für Russe stand der viermal auf dem Spielfeld. Am 1. September 2018 ging er nach Malta. Hier spielte er bis Juni 2019 für den Santa Lucia FC und den Oratory Youths FC. Nach Vertragsende zog es ihn Mitte 2019 nach Asien, wo er in Thailand einen Vertrag beim Angthong FC unterschrieb. Der Verein aus Angthong spielte in der dritten Liga, der Thai League 3. Hier trat der Verein in der Upper-Region an. Anfang 2020 verpflichtete ihn der ebenfalls in der dritten Liga spielende North Bangkok University FC. Bei dem Bangkoker Verein stand er bis Ende Dezember 2020 unter Vertrag. Am 25. Dezember 2020 nahm ihn der Zweitligist Khon Kaen FC aus Khon Kaen unter Vertrag. Für Khon Kaen absolvierte er neun Zweitligaspiele. Zu Beginn der Saison 2021/22 wechselte er zum Drittligisten Muangnont Bankunmae FC. Der Verein aus Ayutthaya trat in der Bangkok Metropolitan Region der dritten Liga an. Bei Muangnont stand er bis zum Ende des Jahres unter Vertrag. Wo er von Dezember 2021 bis Sommer 2023 spielte, ist unbekannt. Zu Beginn der Saison 2023/24 wurde er vom thailändischen Drittligisten Marines FC unter Vertrag genommen. Mit den Marines spielt er sechsmal in der Eastern Region der Liga. Nach der Hinrunde wechselte er Ende Dezember 2023 zum ebenfalls in der Eastern Region spielenden RBRU Chanthaburi United FC.

### Nationalmannschaft
Cláudio spielte 2005 dreimal in der brasilianischen U17-Nationalmannschaft. Mit der Mannschaft nahm er an der U-17-Weltmeisterschaft teil. Im Finale verlor man gegen Mexiko 3:0.

## Erfolge

### Verein
Luverdense EC
- Staatsmeisterschaft von Mato Grosso: 2016

### Nationalmannschaft
Brasilien U17
- U-17-Fußball-Weltmeisterschaft: 2005 (Finalist)